# Chiesa di San Pietro Apostolo (Renon)
La chiesa di San Pietro Apostolo (in tedesco Kirche Hl. Apostel Petrus) è la parrocchiale di Vanga (Wangen), frazione di Renon (Ritten) in Alto Adige. Fa parte del decanato di Bolzano-Sarentino e risale al XIII secolo.

## Descrizione
La chiesa è un monumento sottoposto a tutela col numero 16820 nella provincia autonoma di Bolzano.